# سید مصطفی هاشمی‌طبا
سید مصطفی هاشمی‌طبا (زاده ۱ خرداد ۱۳۲۵ در اصفهان) سیاستمدار اصلاح‌طلب ایرانی است.
هاشمی‌طبا از نامزدهای انتخابات ریاست‌جمهوری ۱۳۹۶ ایران بود ولی با این که از نامزدی انصراف نداد، اعلام کرد به حسن روحانی، رئیس‌جمهور وقت و دیگر نامزد انتخابات رأی خواهد داد. او در دولت‌های محمدجواد باهنر و میرحسین موسوی وزیر صنایع، و در دولت دوم هاشمی رفسنجانی و دولت اول سید محمد خاتمی (از سال ۱۳۷۲ تا ۱۳۸۰) معاون رئیس‌جمهور و رئیس سازمان تربیت بدنی بوده‌است. او همچنین از ۱۳۶۵ تا ۱۳۶۷ و از ۱۳۷۵ تا ۱۳۸۳ رئیس کمیته ملی المپیک جمهوری اسلامی ایران بود. هاشمی‌طبا در فروردین ۱۳۹۳، طی حکمی از سوی محمود گودرزی، وزیر ورزش و جوانان به عنوان مشاور وزیر در امور زیربنایی، سرمایه‌گذاری و توسعه زیر ساخت‌های ورزش کشور معرفی شد. هاشمی‌طبا در هشتمین دوره انتخابات ریاست‌جمهوری ایران (خرداد ۱۳۸۰) از رقبای سیدمحمد خاتمی رئیس‌جمهور وقت بود که با ۲۸٬۰۹۰ رأی و ۰٫۱۰٪ از کل آرا در میان ده نامزد آخر شد. مصطفی هاشمی‌طبا کاندیدای جریانی بود که امروز به نام کارگزاران شناخته می‌شود. او همچنین از حامیان میرحسین موسوی در انتخابات ۱۳۸۸ بود. او ضمن واکنش به مناظره احمدی‌نژاد با موسوی گفت: «این مناظره پیروزی صداقت بر دروغ بود.»

## تحصیلات
وی دارای مدرک تحصیلی کارشناسی ارشد نساجی از دانشگاه امیرکبیر تهران و متخصص سیستم آنالیز از سازمان مدیریت صنعتی است.

## اظهارات دربارهٔ کرسنت
قراردادی است که بین شرکت اماراتی کرسنت پترولیوم با شرکت ملی نفت ایران در زمان وزارت بیژن زنگنه منعقد شد. همچنین این قرارداد به گفته زنگنه بهترین قرارداد گازی بوده که تاکنون در تاریخ جمهوری اسلامی ایران امضاء شده‌است. هاشمی‌طبا هنگامی که نامزد انتخابات دوازدهمین دوره ریاست‌جمهوری بود که در یکی از مناظره‌هایی که در تاریخ ۱۵ اردیبهشت ۱۳۹۶ بین دیگر نامزدها برگزار شد خبر از جریمه ۱۴٫۵ میلیارد دلاری ایران در این پرونده داد. زنگنه در پاسخ به این ادعا گفت:
هیچ چیزی قطعی نیست؛ خبری از اعداد نجومی و فوق نجومی که مطرح می‌شود، نیست. ایران فعلاً جریمه‌ای نشده‌است و اصلاً خبری از این اعداد نیست.
ما در موضوع کرسنت مدعی هستیم که چرا یک عده‌ای با بی‌تدبیری اینقدر کشور را در معرض خطر قرار دادند.— بیژن نامدار زنگنه، ایسنا
برخلاف گفته‌های بیژن زنگنه، فقط در یکی از دادگاه‌های برگزار شده کشور ایران به پرداخت ۶۰۷ میلیون دلار محکوم شد.

## انتخابات ریاست‌جمهوری ایران (۱۳۹۶)
هاشمی‌طبا در انتخابات ریاست‌جمهوری ۱۳۹۶، نامزد و توسط شورای نگهبان تأیید شد. وی در سخنان انتخاباتی خود بیشتر بر روی مسائل و بحران‌های محیط زیستی تمرکز می‌کند. هاشمی‌طبا با این که از نامزدی انصراف نداد، اعلام کرد به حسن روحانی، رئیس‌جمهور وقت و دیگر نامزد انتخابات رأی خواهد داد. وی در پایان رأی‌گیری ۲۹ اردیبهشت ۱۳۹۶ با مجموع ۲۱۴ هزار و ۴۴۱ رأی، مقام چهارم را در انتخابات ریاست‌جمهوری کسب نمود.